# Vladyslav Soeprjaha
Vladyslav Serhijovytsj Soeprjaha (Oekraïens: Владислав Сергійович Супряга) (Sarata, 15 februari 2000) is een Oekraïens voetballer die bij voorkeur als aanvaller speelt. Hij tekende in 2018 voor Dynamo Kiev.

## Clubcarrière
Soeprjaha verruilde in 2017 FK Dnipro voor stadsgenoot SK Dnipro-1. In augustus 2018 betaalde Dynamo Kiev 6,5 miljoen euro voor de aanvaller. Hij tekende een vijfjarig contract bij de hoofdstedelingen. Op 25 augustus 2018 debuteerde Soeprjaha in de competitiewedstrijd tegen Tsjornomorets Odessa. Drie dagen later speelde hij in de UEFA Champions League tegen AFC Ajax.

## Interlandcarrière
Soeprjaha speelde voor verschillende Oekraïense jeugdelftallen. Met de onder 19 bereikte hij in 2018 de halve finale van het EK dat jaar. Soepriaha werd met Oekraïne onder 20 wereldkampioen in 2019 en scoorde twee keer in de finale tegen de leeftijdsgenoten uit Zuid-Korea.

## Erelijst
Dynamo Kiev
- Premjer Liha

2020/21
- Beker van Oekraïne

2021
- Oekraïense supercup

2020
 Oekraïne –20
- Wereldkampioenschap

2019